# Babadag
Babadag es una ciudad con estatus de oraș de Rumania en el distrito de Tulcea.

## Geografía
Se encuentra a una altitud de 25 m sobre el nivel del mar y a 303 km de la capital, Bucarest.

## Demografía
Según estimación 2012 contaba con una población de 10 111 habitantes.
| 1948 | 1956 | 1966 | 1977 | 1992   | 2002   | 2012   |
| 4022 | 5549 | 7343 | 8564 | 10 437 | 10 037 | 10 111 |